# Lijst van W Series-coureurs
De volgende coureurs hebben ten minste één start in het W Series gemaakt vanaf 2019. Van actieve coureurs (seizoen 2025) zijn de namen vet afgedrukt.
De lijst is bijgewerkt tot 10 oktober 2022.

## A
- Ayla Ågren

## B
- Tereza Bábíčková
- Bianca Bustamante
- Sarah Bovy

## C
- Jamie Chadwick - Kampioen 2019, 2021, 2022
- Chloe Chambers
- Sabré Cook

## E
- Abbie Eaton

## G
- Belén García
- Marta García
- Megan Gilkes

## H
- Esmee Hawkey
- Jessica Hawkins
- Emely de Heus
- Shea Holbrook

## K
- Vivien Keszthelyi
- Emma Kimiläinen
- Miki Koyama

## M
- Nerea Martí
- Sarah Moore

## N
- Juju Noda

## P
- Tasmin Pepper
- Vicky Piria
- Alice Powell
- Abbi Pulling

## R
- Gosia Rdest

## S
- Naomi Schiff
- Irina Sidorkova

## T
- Bruna Tomaselli

## V
- Beitske Visser

## W
- Fabienne Wohlwend
- Caitlin Wood